# Hanstjärnen (Offerdals socken, Jämtland, 706561-140418)
Hanstjärnen är en sjö i Krokoms kommun i Jämtland och ingår i Indalsälvens huvudavrinningsområde.